# Championnats d'Asie d'haltérophilie
Les Championnats d'Asie d'haltérophilie sont une compétition d'haltérophilie où s'affrontent les représentants des pays asiatiques dans le cadre d’un certain nombre d’épreuves. 
La première édition se déroule à Manille en octobre 1971.